# Guido Paci
Guido Paci (Servigliano, 27 de diciembre de 1949-Autodromo Enzo e Dino Ferrari, Imola , 10 de abril de 1983) fue un piloto de motociclismo italiano que participó en el Campeonato del mundo de motociclismo en la categoría de 500cc desde 1980 hasta su muerte. Su mejor participación fue en 1981 cuando acabó en undécima posición de la general.
Paci estaba participando en una competición de resistencia en Carrera de resistencia (competición) en  Imola en 1983 cuando perdió el control de su moto a toda velocidad, golpeándose contra balas de paja apilados contra un muro de concreto en lo que ahora se llama la chicane  Villeneuve. Todavía estaba vivo cuando los equipos médicos se apresuraron a acudir en su ayuda, pero finalmente murió por lesiones graves en la cabeza y en el pecho. Tenía 33 años.

## Resultados de carrera

### Campeonato del Mundo de Motociclismo

#### Carreras por año
Sistema de puntos desde 1969 a 1987:
| Posición | 1.º | 2.º | 3.º | 4.º | 5.º | 6.º | 7.º | 8.º | 9.º | 10.º |
| Puntos   | 15  | 12  | 10  | 8   | 6   | 5   | 4   | 3   | 2   | 1    |

(Carreras en negrita indica pole position, carreras en cursiva indica vuelta rápida)
| Año  | Clase  | Equipo | 1       | 2      | 3       | 4      | 5       | 6       | 7     | 8      | 9      | 10      | 11      | 12      | Pts. | Pos. |
| ---- | ------ | ------ | ------- | ------ | ------- | ------ | ------- | ------- | ----- | ------ | ------ | ------- | ------- | ------- | ---- | ---- |
| 1980 | 500cc  | Suzuki | NAT 13  | ESP -  | FRA DNQ | NED -  | BEL -   | FIN -   | GBR - | GER –  |        |         |         |         | 0    | -    |
| 1981 | 500 cc | Yamaha | AUT -   | GER -  | ITA 6   | FRA -  |         | YUG 9   | NED 9 | BEL 12 | SMR 6  | GBR 13  | FIN Ret | SWE Ret | 14   | 11.º |
| 1982 | 500 cc | Suzuki | ARG -   | AUT 11 | FRA 6   | SPA 10 | ITA Ret | NED DNQ | BEL - | YUG 18 | GBR 26 | SWE DNQ | SMR 10  | GER 12  | 7    | 20.º |
| 1983 | 500 cc | Honda  | RSA Ret | FRA 8  | ITA -   | GER -  | SPA -   | AUT -   | YUG - | NED -  | BEL -  | GBR -   | SWE -   | SMR -   | 3    | 16.º |